# Национална библиотека на Турция
Националната библиотека на Турция (на турски: Millî Kütüphane) е националната библиотека на Турция, разположена в Анкара. Основан е на 15 април 1946 година.

## История
Националната библиотека на Турция e създадена в квартал Чанкая на град Анкара на 15 април 1946 г. при Министерството на образованието чрез Дирекцията за публикации. Първоначално библиотеката е имала 8000 печатни произведения. На 17 април 1947 г. се премества временно в друга сграда, като колекцията й достига 60 000 единици. Официално започна да обслужва читателите на 16 август 1948 г. Сградата сега се използва като провинциална обществена библиотека в Анкара. Националната библиотека получава отделен юридически статут, независим от Министерството на народното образование, чрез закон, приет от Великото национално събрание на 23 март 1950 г. Девет дни по-късно законът влиза в сила и беше публикуван в Официалният вестник на Република Турция.

## Колекция
Националната библиотека разполага с една от най-богатите колекции в Турция. Към 2013 г. колекцията се състои от 3 089 517 единици, които могат да бъдат категоризирани, както следва:
| Брой книги | Брой книги в стария правопис | Брой периодични издания | Брой нетекстови материали | Брой ръкописи |
| ---------- | ---------------------------- | ----------------------- | ------------------------- | ------------- |
| 1,314,683  | 56,550                       | 1,475,129               | 215,677                   | 27,478        |